# Anniane d'Alexandrie
Anniane d'Alexandrie (début du Ve siècle), aussi connu sous le nom Annianus, était un moine qui vivait en Alexandrie autour de l’an 400. Il était le premier computiste important après Anatolius, qui eut inventé la première version du cycle lunaire métonique de 19 ans (à ne pas confondre avec le cycle métonique, dont ce cycle lunaire est une application soit dans le calendrier alexandrin soit dans le calendrier julien).

## Anniane, l'historien
Annianus rédigea une histoire du monde inspirée de celle d'Eusèbe de Césarée et en réaction à celle de son contemporain Panodore d'Alexandrie. Il plaça la création du monde le 25 mars 5492 av. J.-C. Si son œuvre ne nous est pas parvenue, elle a été utilisée par Georges le Syncelle au IXe siècle et par Élie de Nisibe au XIe siècle.

## Anniane, le computiste
Presque tout le travail d’Annianus s’est égaré. Cependant, sa tabelle pascale est connue. Elle contient un cycle pascal de 532 ans basé sur un cycle lunaire métonique de 19 ans; le premier an de calendrier de cette tabelle pascale est l’an AD 360/361 du calendrier alexandrin. Nous concluons que c’est Annianus qui découvrit que si on applique la règle alexandrine "dimanche pascal est le premier dimanche après la pleine lune pascale" aux dates d’un cycle lunaire métonique de 19 ans (qui par définition consiste en des dates de la pleine lune pascale), la série de dates de dimanche pascal ainsi obtenue est un cycle pascal de 532 ans (parce que 19 × 7 × 4 = 532). Autour de l'an 425 l’évêque Cyrille d’Alexandrie adopta la variante du cycle lunaire de 19 ans de Théophile choisie par Anniane pour servir de base à sa propre table pascale. C’est ce cycle lunaire métonique de 19 ans, actuellement appelé le cycle lunaire alexandrin classique de 19 ans, qui allait devenir la base de la table pascale de Denys le Petit (autour de l’an 525) et celle de la table de Pâques de Bède le Vénérable (autour de l’an 725).